# Cumul des mandats en Belgique
Le cumul des mandats en Belgique est un exemple spécifique du cumul des mandats.

## Cumul des mandats entre parlements
En Belgique, un parlement fédéral et trois parlements régionaux coexistent, qui interdisent le cumul entre eux.
Le parlement de la Communauté française de Belgique est un parlement communautaire, dont font partie d'office tous les députés wallons francophones et 19 députés bruxellois désignés par leurs pairs parmi les députés du collège francophone.
Le Sénat est entièrement composé par élection indirecte de députés provenant des différents autres parlements régionaux et communautaires, à l'exception notoire des sénateurs cooptés.
Le parlement de la Communauté germanophone de Belgique est composé d'élus directs et de membres à voix consultative, que sont les élus germanophones du parlement fédéral, du Parlement de Wallonie et du conseil provincial de la province de Liège, ainsi que le seul député européen issu du collège germanophone.

## Cumul entre mandats électifs et exécutifs
Au niveau local, le cumul est possible entre le mandat de conseiller communal et conseiller provincial.
Les bourgmestres et échevins doivent nécessairement être élus comme conseillers communaux.
Entre mandat électif communal ou provincial et parlements fédéral, régionaux et communautaires, le cumul est autorisé. 
Le cumul entre un mandat exécutif local (bourgmestre ou échevin) et un mandat électif dans un parlement n'est pas interdit non plus. Les parlements régionaux, communautaires et fédéral sont donc peuplés de nombreux bourgmestres et échevins. Le Parlement de Wallonie a tenté de circonscrire ce phénomène de cumul (voir plus loin).
Entre niveau communal et exécutifs fédéral, régionaux ou communautaires, le cumul est interdit entre les mandats de bourgmestres et la fonction de ministre, de secrétaire d'État, de membre d'un Exécutif ou de secrétaire d'État régional, pendant la période d'exercice de cette fonction. Dans ces cas, le bourgmestre est remplacé par un échevin qui fait fonction de bourgmestre pendant l'empêchement.
Entre élus de parlement et mandat exécutif de ministre ou secrétaire d'État, le cumul est interdit. Dans ces cas, le parlementaire devenu ministre est remplacé par un suppléant de sa liste pour la durée de son empêchement.

## Dispositions anti-cumul en Wallonie
À l'instigation du parti Ecolo, qui interdit le cumul dans ses propres statuts, le parlement wallon a voté en 2010 un décret qui organise dès les élections régionales belges de 2014 le décumul entre un mandat parlementaire régional et un mandat dans un exécutif local (bourgmestre, échevin ou président de Centre public d'action sociale). Jusqu'aux prochaines élections communales belges de 2018, un parlementaire pourra toutefois être déclaré bourgmestre empêché, à l'instar des ministres.
En pratique, le quart d'élus d'une liste qui réalisent les meilleurs taux de pénétration lors de l'élection parlementaire seront autorisés à cumuler leur mandat parlementaire avec une fonction dans un exécutif local. Le taux de pénétration est le rapport entre le nombre de voix de préférence qu'ils ont obtenues et le nombre de voix totales de leur circonscription. 
Le texte actuel est le fruit d'un compromis avec les verts. Ceux-ci étant relégués dans l'opposition en 2014, les autres partis ont déclaré vouloir abroger cette loi.